# Hercostomus tibialis
Hercostomus tibialis är en tvåvingeart som först beskrevs av Van Duzee 1913.  Hercostomus tibialis ingår i släktet Hercostomus och familjen styltflugor. Inga underarter finns listade i Catalogue of Life.